# Orden de San Olaf
La Orden de San Olaf (en noruego Den Kongelige Norske St. Olavs Orden, o según su nombre antiguo Sanct Olafs Orden) es una Orden de Caballería que fue instituida por Óscar I, rey de Suecia y rey de Noruega, el 21 de agosto de 1847, aunque como una distinción exclusivamente noruega. 

## Historia
Recibe su nombre en honor del rey Olaf II, conocido en la posteridad como San Olaf. La nobleza había sido abolida en Noruega en 1821. Justo antes de que se disolviese la unión con Suecia en 1905, el rey Óscar II instituyó la Orden del León de Noruega, pero su sucesor Haakon VII de Noruega ya no volvió a concederla. Por lo tanto, la Orden de San Olaf siguió siendo la única Orden de Caballería del reino durante los siguientes 80 años.

## Estructura
El Gran Maestre de la Orden es el rey de Noruega. Se otorga individualmente por hechos remarcables en beneficio de la Patria y de la Humanidad. Desde 1985 ha quedado reservada a los ciudadanos noruegos, aunque los jefes de Estado extranjeros la reciben a título de cortesía. Desde su creación, se ha concedido en unas 5.000 ocasiones.
El Consejo de la Orden está formado por un canciller, un vicecanciller, el tesorero de la Corte y un representante de las tres zonas de Noruega, la meridional, la central y la septentrional. El primer ministro de Noruega elabora una lista de candidatos, que son aprobados por el monarca. 

## Insignias

Las insignias deben ser retornadas al Estado en caso de promoción a un grado superior de la Orden o también en caso de fallecimiento del titular.
También existe la Medalla de San Olaf, en categorías de oro y plata, para las actividades en beneficio de la sociedad, si bien estas categorías no confieren al receptor de las mismas el ingreso como miembro de la Orden.
- El collar: Es de oro, con 6 monogramas “O” (de Olaf) coronados en esmalte, seis escudos de Noruega en esmalte y 12 cruces flanqueadas por dos hachas.
- La insignia: Es una cruz de Malta en esmalte blanco, en plata para la clase de Caballero y dorada para las superiores. Entre los brazos de la cruz aparece el monograma “O”. En el centro de la cruz hay un medallón; en el anverso luce el León Noruego en oro sobre fondo rojo, y en el reverso luce el lema “Justicia y Verdad”. Por ambos lados, el medallón está rodeado por un anillo blanco-azul-blanco. Sobre el brazo superior de la cruz hay una corona; en la rama militar, entre la corona y la cruz hay dos espadas cruzadas.
- La placa: Es una estrella de ocho puntas en plata con el anverso de la insignia de la Orden (excepto la corona) para los que poseen la gran cruz; y la de la clase comendador es una cruz de Malta ribeteada en plata, con el monograma “O” entre los brazos de la cruz. En el centro de la cruz se encuentra el medallón con el León Noruego en oro sobre fondo rojo, rodeado por el anillo blanco-azul-blanco.

El galón de la Orden es rojo con una franja blanca-azul-blanca en los lados (los colores de la bandera de Noruega).

## Grados
La orden está estructurada en cinco clases, pudiendo ser otorgada tanto por méritos civiles como militares:
- Gran Cruz con collar: otorgada a título de cortesía a los jefes de Estado, y en casos muy extraordinarios al mérito. La insignia se luce en un collar y banda sobre el hombro derecho, con la estrella a la izquierda de la pechera.
- Gran Cruz: otorgada a título de cortesía a los jefes de Estado, y en casos muy extraordinarios al mérito. La insignia se luce en banda sobre el hombro derecho, con la estrella a la izquierda de la pechera.
- Comendador con placa: La insignia se luce colgando del cuello, juntamente con la estrella en la izquierda de la pechera.
- Comendador: La insignia se luce colgando del cuello.
- Caballero de primera Clase: La insignia se luce colgando de un galón a la izquierda de la pechera.
- Caballero: La insignia se luce colgando de un galón a la izquierda de la pechera.

## Rango jerárquico
En el orden de precedencia usado por la Corte de Noruega, los Caballeros de la Real Orden Noruega de San Olaf con collar se sitúan jerárquicamente en el número 15, inmediatamente después de la Dama Camarlenga y de los generales, e inmediatamente antes de los receptores de la Cruz de Guerra con Espadas. Los titulares de la Gran Cruz de la Real Orden Noruega de San Olaf se sitúan en el número 16.
La medalla se sitúa en el tercer lugar en la lista específica de jerarquía de las medallas noruegas.

## Titulares de la Gran Cruz
Entre los receptores, se encuentran el general Otto Ruge (Gran Cruz con Collar), jefe del Ejército noruego durante la Segunda Guerra Mundial, quien la recibió en 1941 mientras era prisionero de guerra en el Tercer Reich, y el explorador polar Roald Amundsen en 1906 (Gran Cruz). Relativos a hechos de la Segunda Guerra Mundial, recibieron la clase de la Gran Cruz con Collar el príncipe Alberto Federico Arturo Jorge, duque de York, luego rey del Reino Unido como Jorge VI del Reino Unido, el general Charles de Gaulle (en 1962, como Presidente de Francia), el emperador Hirohito del Japón (en 1922, siendo príncipe heredero), la reina Guillermina de los Países Bajos (1922), el mariscal Josip Broz Tito (en 1965, como presidente de Yugoslavia), el teniente general soviético Vladimir Shcherbakov (en 1945, por la liberación de la provincia de Finnmark durante la Operación Petsamo-Kirkenes) y sir Winston Churchill, primer ministro del Reino Unido (1948). 
Habida cuenta de la participación de Noruega en la Segunda Guerra Mundial junto a los Aliados y a la participación del Ejército británico en la Campaña de Noruega en 1940, así como al apoyo posteriormente prestado a la Resistencia noruega, los siguientes miembros de las Fuerzas Armadas Británicas recibieron la Gran Cruz de San Olaf, en su clase militar: 
- Mariscal de la Royal Air Force Charles Portal, primer vizconde de Portal of Hungerford, en 1942.
- Almirante sir Dudley Pound (1942)
- Mariscal de Camp sir John Dill (1942)
- Almirante William Boyle, 12º conde de Cork y Orrery (1942)
- General sir Augustus Francis Andrew Nicol Thorne (1945), otorgada por la Liberación de Noruega en 1945, como jefe de las Fuerzas Aliadas para Noruega.
- Almirante sir Lionel Victor Wells (1945), otorgada por sus servicios a la Marina noruega en tanto que almirante comandante de las Órcadas y las Shetland.
- Mariscal del Aire sir Frederick Bowhill (1945)
- Mariscal del Aire William Douglas, primer barón de Kirtleside (1945)
- Mariscal Philip Chetwode, primer barón de Chetwode (1946)
- Mariscal sir Claude Auchinleck (1947)
- Almirante sir John H. D. Cunningham (1947)
- Almirante sir Martin Dunbar-Nasmith (1947)
- Almirante Bruce Fraser, primer barón Fraser del Cabo Norte (1947)
- Almirante sir Max Kennedy Horton (1947)
- Almirante sir Charles James Colebrooke Little (1947)
- Almirante sir Percy Lockhart Harnam Noble (1947)
- General Sir Bernard Paget (1947), otorgada per la Campaña de Noruega en 1940
- Mariscal del Aire sir Harold Edward Whittingham (1947)
- Mariscal Bernard Law Montgomery, primer vizconde Montgomery de El Alamein (1950)
- Rainiero III de Mónaco (1986)
- Máxima de los Países Bajos, reina consorte de los Países Bajos (2013)

Por otra parte, Fredrik Winter Jakhelln Prytz recibió la gran cruz de la Orden de San Olaf en clase civil, aunque la concesión no fue nunca reconocida oficialmente tras la Segunda Guerra Mundial debido a los crímenes de guerra cometidos durante la ocupación de Noruega por el Tercer Reich.

## Titulares Actuales de la Gran Cruz
Esta lista contiene los titulares de la Gran Cruz, algunos de los cuales también han sido galardonados con el Collar y da el año de su nombramiento. La lista está ordenada alfabéticamente por el apellido; Aquellos destinatarios que no posean el apellido, como la realeza y la mayoría de los islandeses, se cotejan por el primer nombre. Seis de los mencionados no son jefes de Estado o miembros de la realeza; Estos están marcados con nombres en negrita. Antes de que se creara la Real Orden del Mérito de Noruega en 1985, se otorgaron nombramientos a la Orden de San Olav a miembros de una delegación extranjera durante las visitas de estado. Muchos titulares de la Gran Cruz que no son jefes de Estado no figuran aquí.
| Olaf V (1957 - 1991) | Olaf V (1957 - 1991)    | Olaf V (1957 - 1991)                    | Olaf V (1957 - 1991) | Olaf V (1957 - 1991) | Olaf V (1957 - 1991) |
| País                 | Nombre                  | Cargo                                   | Gran Cruz con Collar | Gran Cruz            | Año                  |
| -------------------- | ----------------------- | --------------------------------------- | -------------------- | -------------------- | -------------------- |
| Alemania             | Marianne von Weizsäcker | Primera dama (1984–1994)                |                      | ✔                    | 1986                 |
| Bélgica              | Alberto II              | Rey de los Belgas (1993–2013)           | ✔                    |                      | 1964                 |
| Dinamarca            | Benedicta               | Princesa                                |                      | ✔                    | 1974                 |
| Dinamarca            | Federico                | Rey (2024-)                             |                      | ✔                    | 1990                 |
| Dinamarca            | Joaquín                 | Príncipe                                |                      | ✔                    | 1991                 |
| Dinamarca            | Margarita II            | Reina (1972–2024)                       | ✔                    |                      | 1958                 |
| España               | Juan Carlos I           | Rey (1975–2014)                         | ✔                    |                      | 1982                 |
| España               | Sofía                   | Reina consorte de España (1975–2014)    |                      | ✔                    | 1982                 |
| Finlandia            | Tellervo Koivisto       | Primera dama (1982–1994)                |                      | ✔                    | 1983                 |
| Irán                 | Farah                   | Emperatriz consorte de Irán (1961–1979) |                      | ✔                    | 1965                 |
| Islandia             | Vigdís Finnbogadóttir   | Presidente (1980–1996)                  | ✔                    |                      | 1982                 |
| Japón                | Akihito                 | Emperador emérito de Japón (2019- )     |                      | ✔                    | 1953                 |
| Jordania             | Hassan                  | Príncipe                                |                      | ✔                    | 1980                 |
| Noruega              | Astrid                  | Princesa                                | ✔                    |                      | 1956                 |
| Noruega              | Harald V                | Principe                                | ✔                    |                      | 1955                 |
| Noruega              | Sonia                   | Reina                                   | ✔                    |                      | 1972                 |
| Países Bajos         | Beatriz                 | Reina de los Países Bajos (1980–2013)   | ✔                    |                      | 1964                 |
| Países Bajos         | Margarita               | Princesa                                |                      | ✔                    | 1964                 |
| Portugal             | António Ramalho Eanes   | Presidente (1976–1986)                  | ✔                    |                      | 1978                 |
| Reino Unido          | Andrés                  | Príncipe y Duque de York                |                      | ✔                    | 1988                 |
| Reino Unido          | Carlos                  | Príncipe de Gales                       | ✔                    |                      | 1978                 |
| Reino Unido          | Eduardo                 | Príncipe y Duque de Kent                |                      | ✔                    | 1988                 |
| Reino Unido          | Ricardo                 | Príncipe y Duque de Gloucester          |                      | ✔                    | 1973                 |
| Suecia               | Carlos XVI Gustavo      | Rey                                     | ✔                    |                      | 1974                 |
| Suecia               | Silvia                  | Reina                                   |                      | ✔                    | 1982                 |
| Tailandia            | Sirikit                 | Reina Consorte de Tailandia (1950–2016) |                      | ✔                    | 1965                 |

| Harald V (1991 - ) | Harald V (1991 - )     | Harald V (1991 - )                                                        | Harald V (1991 - )   | Harald V (1991 - ) | Harald V (1991 - ) |
| País               | Nombre                 | Cargo                                                                     | Gran Cruz con Collar | Gran Cruz          | Año                |
| ------------------ | ---------------------- | ------------------------------------------------------------------------- | -------------------- | ------------------ | ------------------ |
| Alemania           | Joachim Gauck          | Presidente (2012–2017)                                                    |                      | ✔                  | 2014               |
| Alemania           | Horst Köhler           | Presidente (2004–2010)                                                    |                      | ✔                  | 2007               |
| Argentina          | Mauricio Macri         | Presidente (2015 -2019)                                                   |                      | ✔                  | 2018               |
| Austria            | Heinz Fischer          | Presidente (2010–2016)                                                    |                      | ✔                  | 2007               |
| Bélgica            | Matilde                | Reina consorte de los Belgas                                              |                      | ✔                  | 2003               |
| Bélgica            | Paola                  | Reina consorte de los Belgas (1993–2013)                                  |                      | ✔                  | 1997               |
| Bélgica            | Felipe                 | Rey de los Belgas                                                         |                      | ✔                  | 2003               |
| Brasil             | Lula da Silva          | Presidente (2003–2010) (desde 2022)                                       |                      | ✔                  | 2003               |
| Bulgaria           | Georgi Parvanov        | Presidente (2002–2012)                                                    |                      | ✔                  | 2006               |
| Chile              | Sebastián Piñera       | Presidente                                                                |                      | ✔                  | 2019               |
| Corea del Sur      | Moon Jae-in            | Presidente                                                                |                      | ✔                  | 2019               |
| Croacia            | Ivo Josipović          | Presidente (2010–2015)                                                    |                      | ✔                  | 2011               |
| Dinamarca          | María                  | Princesa heredera consorte                                                |                      | ✔                  | 2005               |
| Dinamarca          | Marie                  | Princesa consorte                                                         |                      | ✔                  | 2014               |
| Dinamarca          | Cristian               | Príncipe                                                                  |                      | ✔                  | 2023               |
| Eslovaquia         | Andrej Kiska           | Presidente (2014–2019)                                                    |                      | ✔                  | 2018               |
| Eslovaquia         | Ivan Gašparovič        | Presidente (2004-2014)                                                    |                      | ✔                  | 2010               |
| Eslovenia          | Danilo Türk            | Presidente (2007–2012)                                                    |                      | ✔                  | 2011               |
| Eslovenia          | Borut Pahor            | Presidente (2012–2022)                                                    |                      | ✔                  | 2019               |
| España             | Cristina               | Infanta                                                                   |                      | ✔                  | 1995               |
| España             | Elena                  | Infanta                                                                   |                      | ✔                  | 1995               |
| España             | Felipe VI              | Rey                                                                       |                      | ✔                  | 1995               |
| Estonia            | Toomas Hendrik Ilves   | Presidente (2006–2016)                                                    |                      | ✔                  | 2014               |
| Estonia            | Arnold Rüütel          | Presidente (2001–2006)                                                    |                      | ✔                  | 2002               |
| Finlandia          | Sauli Niinistö         | Presidente                                                                |                      | ✔                  | 2012               |
| Finlandia          | Tarja Halonen          | Presidente (2000–2012)                                                    |                      | ✔                  | 2000               |
| Islandia           | Guðni Th. Jóhannesson  | Presidente                                                                |                      | ✔                  | 2017               |
| Islandia           | Ólafur Ragnar Grímsson | Presidente (1996–2016)                                                    |                      | ✔                  | 1998               |
| Italia             | Sergio Mattarella      | Presidente                                                                |                      | ✔                  | 2016               |
| Japón              | Akihito                | Emperador emérito de Japón (2019- )                                       | ✔                    | ✔                  | 2001               |
| Japón              | Masako                 | Emperatriz consorte                                                       |                      | ✔                  | 2001               |
| Japón              | Michiko                | Emperatriz Consorte de Japón (1989–2019)                                  |                      | ✔                  | 2001               |
| Japón              | Naruhito               | Emperador                                                                 |                      | ✔                  | 2001               |
| Japón              | Nobuko                 | Princesa                                                                  |                      | ✔                  | 2001               |
| Jordania           | Abdalá II              | Rey                                                                       |                      | ✔                  | 2000               |
| Jordania           | Rania                  | Reina                                                                     |                      | ✔                  | 2000               |
| Jordania           | Hussein                | Príncipe Heredero                                                         |                      | ✔                  | 2020               |
| Letonia            | Guntis Ulmanis         | Presidente (1993–1999)                                                    |                      | ✔                  | 1998               |
| Letonia            | Vaira Vīķe-Freiberga   | Presidente (1999–2007)                                                    |                      | ✔                  | 2000               |
| Letonia            | Andris Bērziņš         | Presidente (2011–2015)                                                    |                      | ✔                  | 2015               |
| Lituania           | Valdas Adamkus         | Presidente (2004–2009)                                                    |                      | ✔                  | 1998               |
| Lituania           | Dalia Grybauskaitė     | Presidente (2009–2019)                                                    |                      | ✔                  | 2011               |
| Luxemburgo         | Enrique                | Gran Duque                                                                | ✔                    |                    | 2011               |
| Luxemburgo         | María Teresa           | Gran Duquesa                                                              |                      | ✔                  | 1996               |
| Noruega            | Kjell Magne Bondevik   | Primer ministro (1997–2000)                                               |                      | ✔                  | 2004               |
| Noruega            | Lars Petter Forberg    | Lord Chambelán de la Casa Real (1996–2004)                                |                      | ✔                  | 2004               |
| Noruega            | Åge Bernhard Grutle    | Lord Chambelán de la Casa Real (2009-2015)                                |                      | ✔                  | 2015               |
| Noruega            | Haakon                 | Príncipe Heredero                                                         | ✔                    |                    | 1991               |
| Noruega            | Magne Hagen            | Secretario de gabinete del rey                                            |                      | ✔                  | 2000               |
| Noruega            | Harald V               | Rey                                                                       | ✔ Gran Maestre       |                    | 1991               |
| Noruega            | Marta Luisa            | Princesa                                                                  | ✔                    |                    | 1989               |
| Noruega            | Mette-Marit            | Princesa heredera consorte                                                | ✔                    | ✔                  | 2001, 2016         |
| Noruega            | Edvard Moser           | Profesor, Premio Nobel de Fisiología o Medicina                           |                      | ✔                  | 2018               |
| Noruega            | May-Britt Moser        | Profesora, Premio Nobel de Fisiología o Medicina                          |                      | ✔                  | 2018               |
| Noruega            | Arne Omholt            | Mariscal de la Corte                                                      |                      | ✔                  | 2016               |
| Noruega            | Carsten Smith          | Presidente del Tribunal Supremo de la Corte Suprema de Noruega(1991–2002) |                      | ✔                  | 2003               |
| Noruega            | Ingrid Alexandra       | Princesa de Noruega                                                       | ✔                    | ✔                  | 2022               |
| Noruega            | Berit Tversland        | Secretario de gabinete del rey                                            |                      | ✔                  | 2012               |
| Noruega            | Sverre Magnus          | Principe de Noruega                                                       |                      | ✔                  | 2023               |
| Países Bajos       | Guillermo Alejandro    | Rey                                                                       |                      | ✔                  | 1996               |
| Países Bajos       | Máxima                 | Reina                                                                     |                      | ✔                  | 2013               |
| Polonia            | Andrzej Duda           | Presidente                                                                |                      | ✔                  | 2016               |
| Polonia            | Bronislaw Komorowski   | Presidente (2010–2015)                                                    |                      | ✔                  | 2012               |
| Polonia            | Aleksander Kwaśniewski | Presidente (1995–2005)                                                    |                      | ✔                  | 1996               |
| Polonia            | Lech Wałęsa            | Presidente (1990–1995)                                                    |                      | ✔                  | 1995               |
| Portugal           | Aníbal Cavaco Silva    | Presidente (2006–2016)                                                    |                      | ✔                  | 2008               |
| Rumania            | Emil Constantinescu    | Presidente (1996–2000)                                                    |                      | ✔                  | 1999               |
| Suecia             | Carlos Felipe          | Príncipe                                                                  |                      | ✔                  | 2005               |
| Suecia             | Cristina               | Princesa                                                                  |                      | ✔                  | 1992               |
| Suecia             | Désirée                | Princesa                                                                  |                      | ✔                  | 1992               |
| Suecia             | Magdalena              | Princesa                                                                  |                      | ✔                  | 2005               |
| Suecia             | Victoria               | Princesa Heredera                                                         |                      | ✔                  | 1995               |
| Turquía            | Abdullah Gül           | Presidente (2007–2014)                                                    |                      | ✔                  | 2013               |